# Lissodendoryx sophia
Lissodendoryx sophia är en svampdjursart som först beskrevs av Robert Fredric Fredrik Fristedt 1887.  Lissodendoryx sophia ingår i släktet Lissodendoryx och familjen Coelosphaeridae.
Artens utbredningsområde är Norra Ishavet. Inga underarter finns listade i Catalogue of Life.